# リリス (絵画)

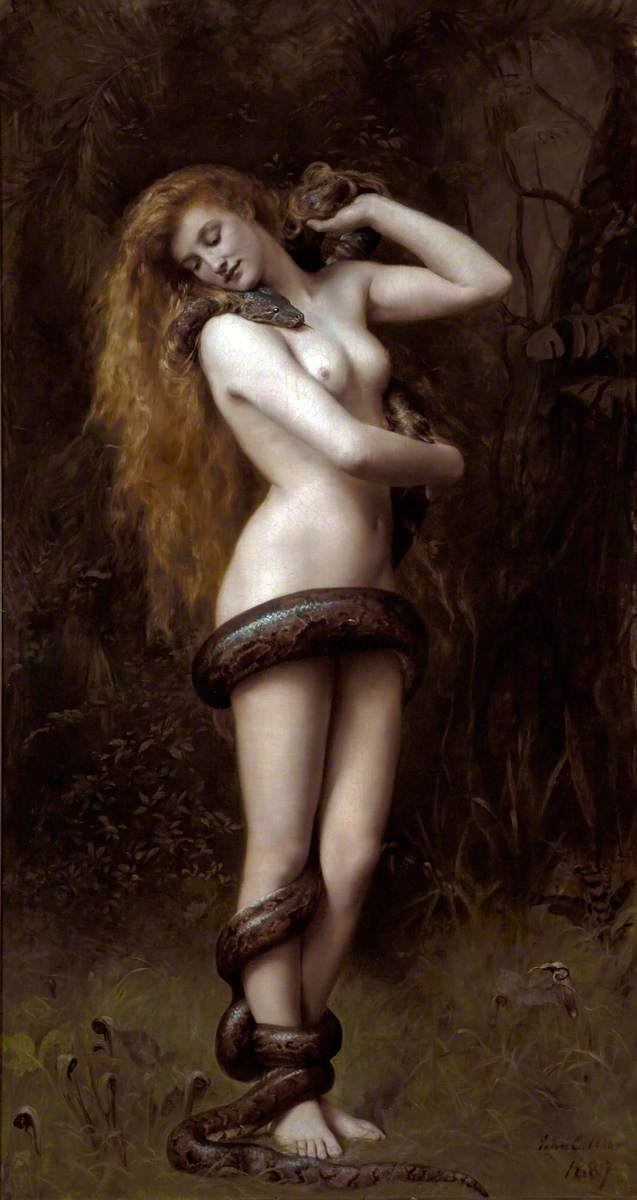
『リリス』(1887年) ジョン・コリア

『リリス 』（英: Lilith）はイギリスの画家 ジョン・コリアによる1887年の絵画で、ラファエル前派のスタイルで描かれている。ユダヤ神話の人物、リリスの絵画は、イングランドのサウスポートにあるアトキンソン美術館で展示されている。